# يحيى الزاهد
هو يحيى بن محمد بن داود بن موسى بن عبد الله بن موسى بن عبد الله بن الحسن بن الحسن بن علي بن أبي طالب بن عبد المطلب بن هاشم بن عبد مناف بن قصي بن كلاب بن مرة بن كعب بن لؤي بن غالب بن فهر بن مالك بن قريش بن كنانة بن خزيمة بن مدركة بن إلياس بن مضر بن نزار بن معد بن عدنان. 
.

## حياته
وكان إماماً حافظاً من كبار أئمة زمانـه، وكان صديقاً مقرباً لعدد من كبار الأئـمة كالإمام الغزالي فقد لزم مجلس الإمام الغزالي وصاحبه وتتلمذ بين يديه حتى نهل من علمه، كما كان زاهداً ورعّاً صادقاً ثقةّ متمكناً في علم الرجال، فكان الكثير يطلبه ليكون من تلاميذه .
عرف الإمام يحيى بالزاهد لزهده وتقواه وورعه ويروى انه رحل من الحجاز إلى العراق، وله من الذرية كل من، علي وعلي هذا له الفضل والحسن، وايضا له أحمد وله رزق الله وعبد الله، وعبد الله هذا له يحيى والحسين وسالم والاخير ذريته في الحلة، ويحيى له عبد الله، وهو عبد الله الجيلي .

## وصلات خارجية
- يحيى الزاهد المكتبة الإسلامية